# Religionssociologi
Religionssociologi är den gren av sociologin som studerar religion betraktat som samhällsfenomen. Man studerar bland annat vilken inverkan religion har på faktorer som social status och makt.

## Historik

### De klassiska sociologerna
Flera av de klassiska sociologerna från 1800-talet och tidigt 1900-tal, såsom Émile Durkheim, Max Weber och Karl Marx var mycket intresserade av religionen och dess inverkan på samhället. Durkheim menade att religionens primära funktion var att det höll samman den sociala gruppen, då man genom religionen upplever kollektivet. Gudar var enligt Durkheim ett uttryck för kollektivets och samhällets kraft, och dyrkandet av dessa var att betrakta som kollektivets självdyrkan. Detta kan läsas ur perspektivet att Durkheim metodologiskt var funktionalist. Religion kunde enligt Max Weber spela roll för hur aktörer valde att agera i relation till sin omgivning via de religiösa dygderna, särskilt hos kalvinisterna vilka företrädde den så kallade protestantiska etiken, kring vilken Webers mest kända verk Den protestantiska etiken och kapitalismens anda är centrerat kring. Karl Marx menade på att religiöst lidande var ett uttryck för verkligt lidande, i form av en (omedveten) protest mot det verkliga lidandet. Marx menade på att religionen är den förtryckta människans "stuck & stön". Eller som han uttryckte det: "hjärtat hos en hjärtlös värld, anden i andefattigdomens tillstånd. Den är folkets opium."